# Ратови три краљевства
Ратови три краљевства је назив дат испреплетаном низу сукоба који су се догодили у Енлеској, Ирској и Шкотској између 1639. и 1651. након што су ова краљевства дошла под власт истог монарха. Енглески грађански рат је најпознатији од ових сукоба и обухвата погубљење краља три краљевства Чарлса I од стране Енглеског парламента. Израз се понекад проширује да обухвати устанке и сукобе који су се наставили током 1650их све до рестаоурације монархије са Чарлсом II 1660. (откада су три краљевства још једном прошла кроз релативно миран период под влашћу једног Стјуарта), а понекад чак и до Венеровог устанка следеће године. Ратови су последица тензија због верских и грађанских питања. Верски спорови су се вртели око питања да ли би религију требало да прописује монарх или је она ствар избора појединца у време када је много људи веровало да би требало да имају слободу исповедања вере. Повезани грађански спор се тицао до које мере је краљевска власт ограничена парламентом, нарочито по питању дизања пореза и прикупљања војске без њиховог одобрења. Даље, ратови су имали елеменат међунационалних сукоба, пошто су се Ирска и Шкотска побуниле против енглеског примата у оквиру три краљевства. Победа Енглеског парламента над краљем, нарочито за време Оливером Кромвелом, Ирци и Шкоти су помогли да се одреди будућност Велике Британије као уставне монархије са политичким центром у Лондону. Ратови три краљевства су такође вођени паралелно са сличним сукобима у Европи, као што су Фронда у Француској и устанци Низоземске и Португалије против шпанске владавине.
Ратови три краљевства обухватају Бискупске ратове из 1639. и 1640, Шкотски грађански рат 1644-1645, Конфедеративну Ирску 1642-1649. и Кромвелово освајање Ирске 1649 и Први, Други и Трећи енглески грађански рат 1642-1646, 1648-1649 и 1650-1651.
Иако овај израз није нови и користио га је већ Џејмс Хит у својој књизи A Brief Chronicle of all the Chief Actions so fatally Falling out in the three Kingdoms, први пут објављеној 1662, тежња скорашњих издања модерних историчара да називају ове повезане сукобе Ратовима три краљевства има циљ да прикаже јединствен преглед, а не да третира неке сукобе само као позадине Енглеског грађанског рата.